# Topolowa Góra
Topolowa Góra – wał ozowy zlodowacenia północnopolskiego o wysokości względnej 12-15 metrów (nad poziom wysoczyzny) i długości około jednego kilometra, znajdujący się na południowy wschód od Sędzin (powiat szamotulski, województwo wielkopolskie).
Formacja zbudowana jest z piasków o różnym uziarnieniu. Materiał piaszczysty przykryty jest pokrywą gliniastą.